# سة قلات
سة قلات (بالفارسية: سه قلات) هي قرية تقع في البلدة المركزية في إيران. يقدر عدد سكانها بـ 208 نسمة بحسب إحصاء 2016.